# مناورات أنديفور النشطة
مناورات أنديفور النشطة أو (بالإنجليزية: Active Endeavor Maneuvers)‏ هي مناورات عسكرية مشتركة يجريها حلف شمال الأطلسي.